# جيرار دو

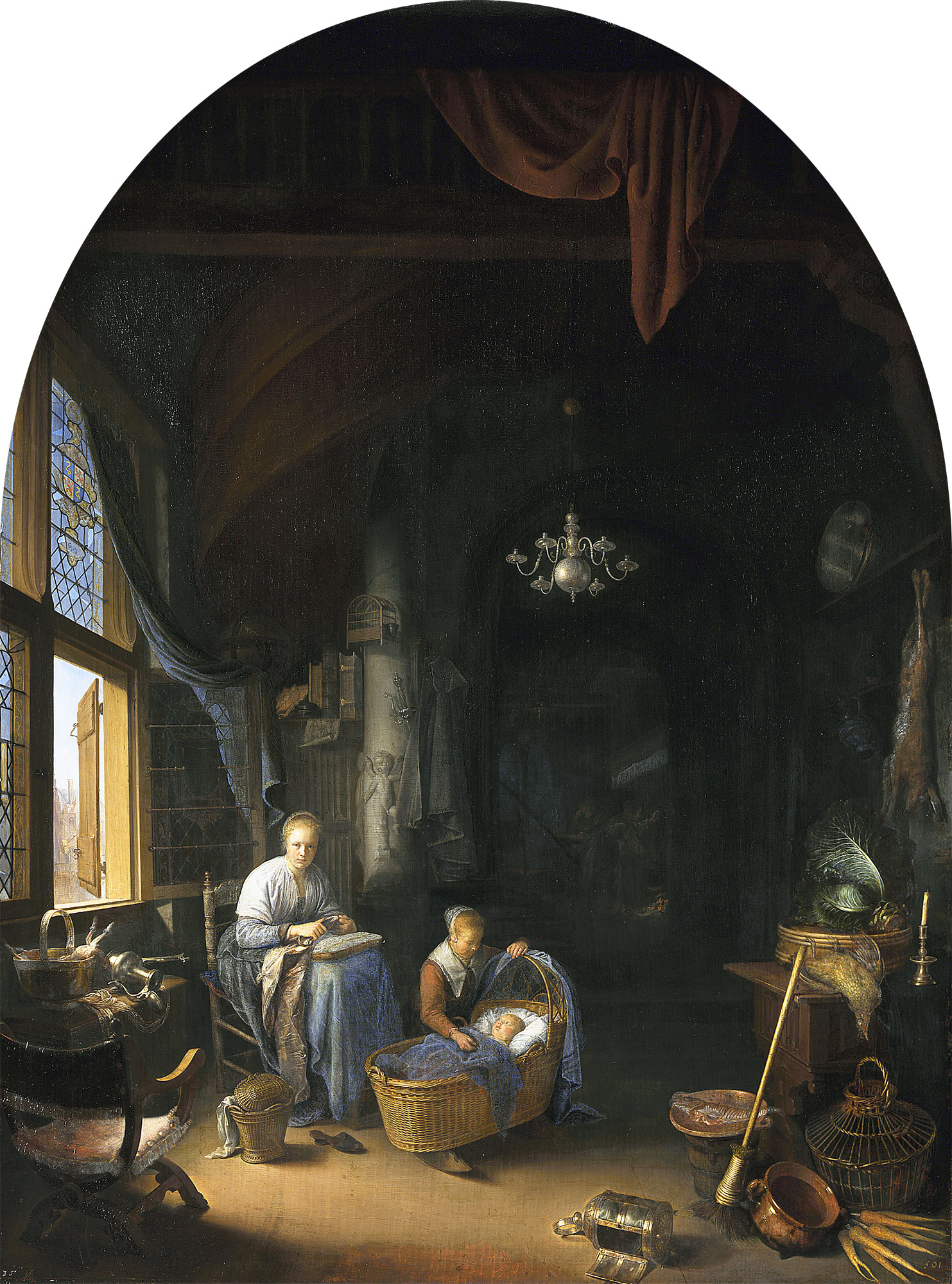
«الأم الشابة» - عام 1658 م.

جيرار دو أو جيريت داو (1613 - 1675 م) هو رسام هولندي.
تتلمذ على رامبرنت وتأثر به كثيرا. ومن تلامذته غبرييل ميتسو.
اشتهر بلوحاته التي تصور مشاهد من الحياة اليومية.

## معرض صور

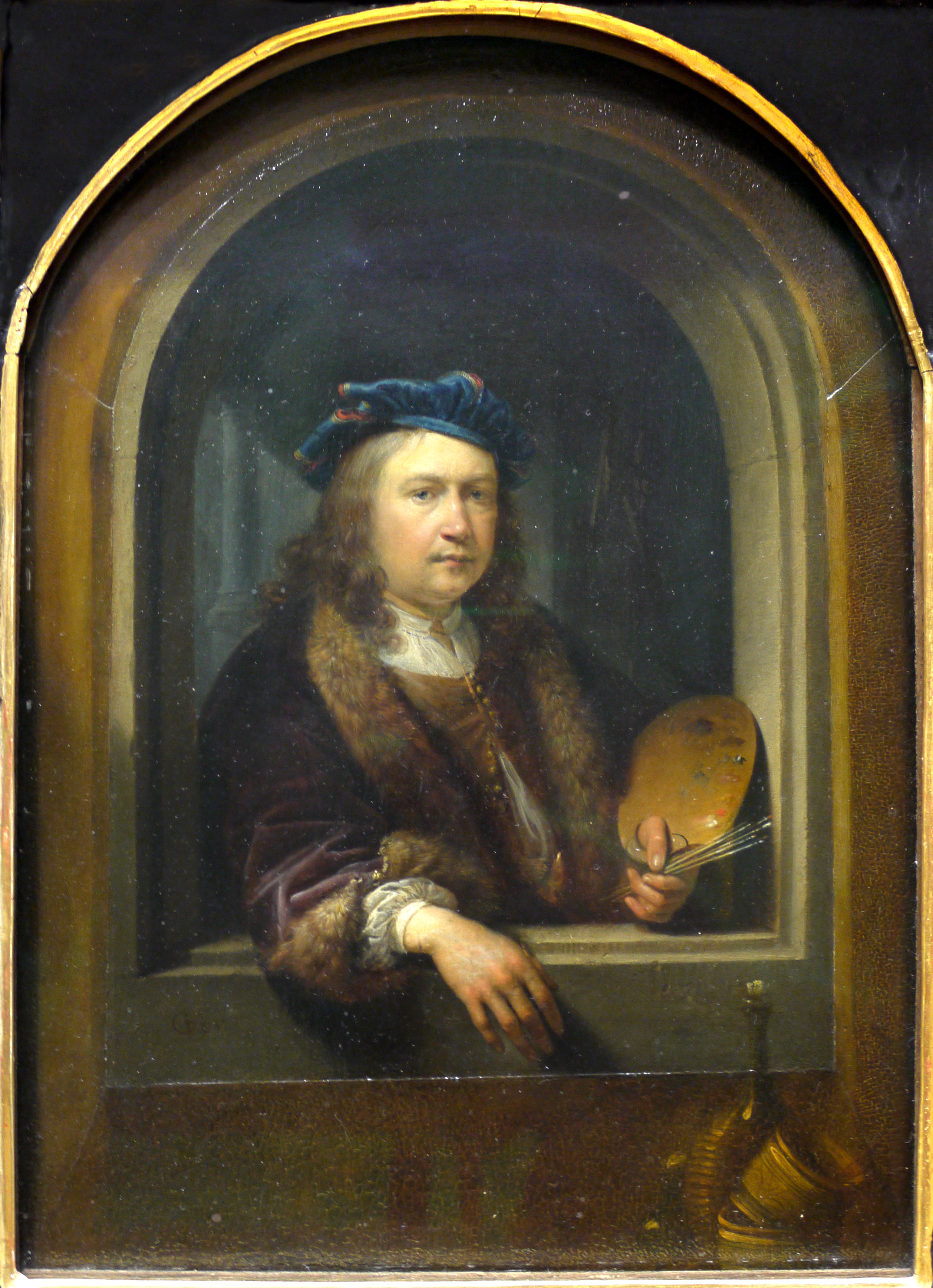
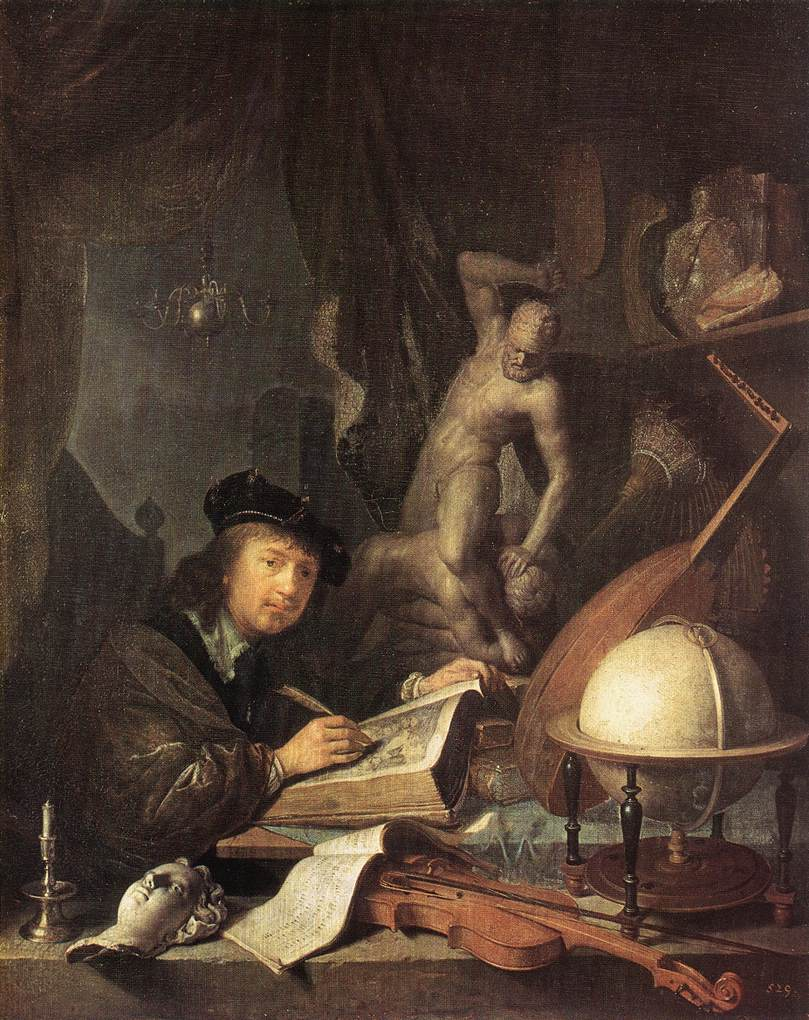
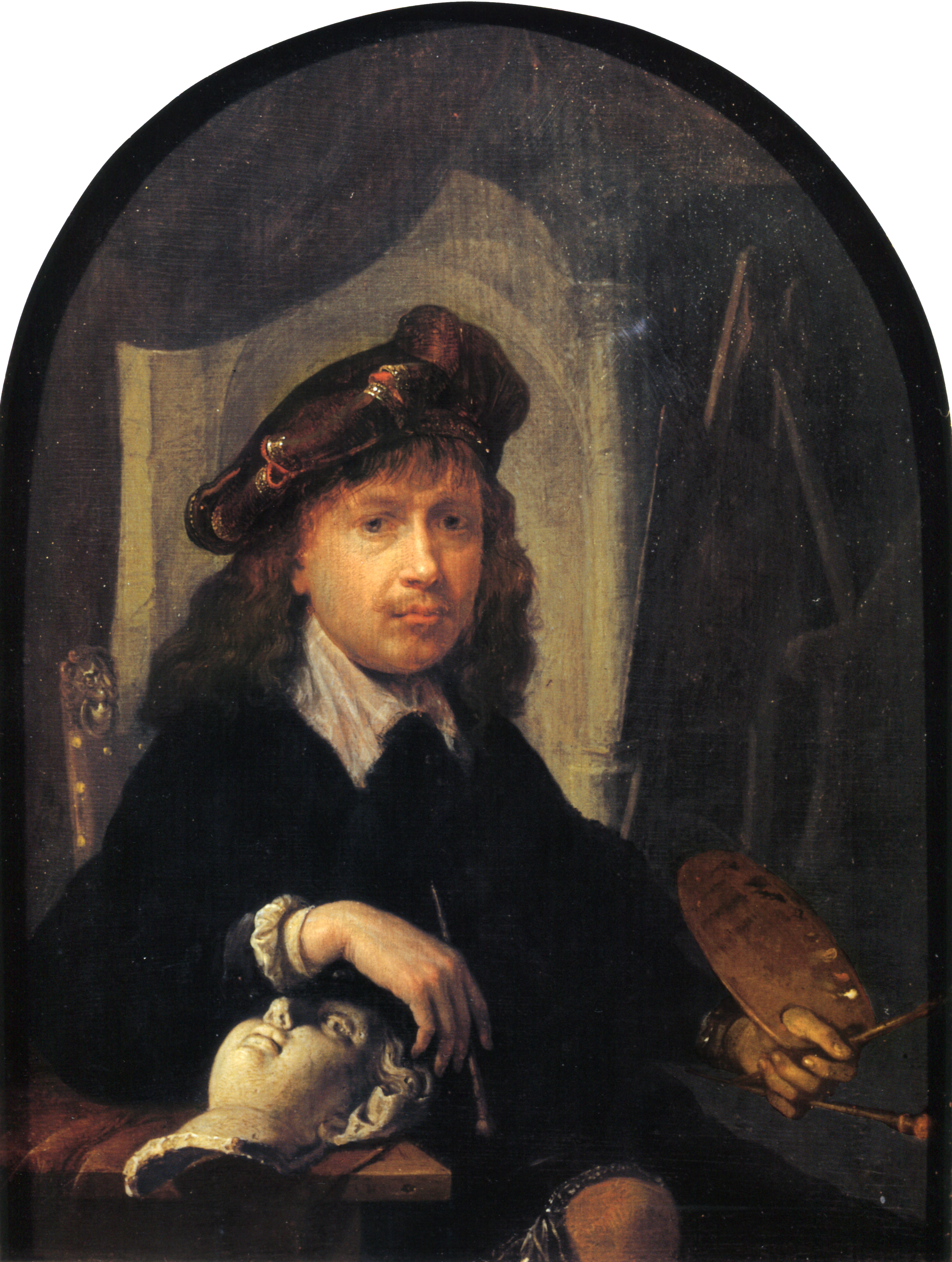

## روابط خارجية
- جيرار دو على موقع الموسوعة البريطانية (الإنجليزية)
- جيرار دو على موقع ميوزك برينز (الإنجليزية)
- جيرار دو على موقع ديسكوغز (الإنجليزية)